# 2I/Borisov
2I/Borisov (tidligere C/2019 Q4 (Borisov) og forinden gb00234) er en interstellar komet, som blev opdaget på Margo-observatoriet ved Nautjnyy på Krim 30. august 2019 af den russiske amatør astronom Gennady Borisov og senere 2019 observeredes den nær Mars' omløbsbane med Kanada-Frankrike-Hawaii-teleskopet på Hawaii af forskere ved Hawaii universitet. Kometen blev givet det foreløbige navn C/2019 Q4 (Borisov).
Kometen følger en bane, som er kraftigt bøjet mod solen og har også en usædvanlig høj fart, ca. 150.000 km/t, hvilket gav et stærkt indicium på, at kometen har oprindelse udenfor vores solsystem. Den Internationale Astronomiske Union (IAU) fastslog i en pressemeddelelse den 25. september 2019, at der er tale om en interstellart komet, hvorfor objektet ændrede navn til 2I/Borisov. "2I" markerer, at der er tale om det andet opdagede interstellare objekt; det første opdagede objekt er 1I/ʻOumuamua, der blev opdaget i 2017.
2I/Borisov passerede mellem Mars og Jupiter og forlod vores solsystem. Det forventes ikke, at den vender tilbage igen.